# 新潟県出身の人物一覧
新潟県出身の人物一覧（にいがたけんしゅっしんのじんぶついちらん）は、Wikipedia日本語版に記事が存在する新潟県出身の人物の一覧表である。

## 公人

### 政治家
- 有田八郎（元外務大臣）：佐渡市
- 石崎徹（元衆議院議員）：新潟市
- 石塚三郎（元衆議院議員）：阿賀野市（旧・北蒲原郡安田町）
- 泉田裕彦（前衆議院議員、元新潟県知事）：加茂市
- 市島徳治郎（貴族院多額納税者議員、地主、銀行家）
- 稲葉修（元法務大臣）：村上市
- 稲葉大和（元衆議院議員、稲葉修の息子）：出生地は東京都
- 大野市郎（元衆議院議員）：長岡市
- 大渕絹子（元参議院議員）：小千谷市
- 小沢辰男（元厚生大臣、環境庁長官）：新潟市
- 金子恵美（元衆議院議員）：新潟市南区（旧・西蒲原郡月潟村）
- 神田坤六（元群馬県知事）：新潟市（旧・中蒲原郡横越村）
- 神田博（元厚生大臣）：東蒲原郡阿賀町
- 菊田真紀子（衆議院議員）：加茂市
- 北昤吉（北一輝の弟）：佐渡市
- 北村一男（元参議院議員、元新潟県知事）：見附市
- 君健男（元参議院議員、元新潟県知事）：新潟市
- 栗原博久（元衆議院議員）：新潟市秋葉区（旧・新津市）
- 黒岩宇洋（衆議院議員、元参議院議員）：南魚沼市（旧・南魚沼郡大和町）
- 小林進（元衆議院議員）
- 近藤正道（元参議院議員）：三島郡出雲崎町
- 近藤元次（元農林水産大臣）：佐渡市
- 近藤基彦（近藤元次の息子）：佐渡市
- 小柳牧衛（元青森県知事、元福島県知事、元長崎県知事、元兵庫県知事、元新潟市長、元衆議院議員）：新発田市（旧・川東村）
- 桜井新（元環境庁長官）：南魚沼市（旧・南魚沼郡大和町）
- 佐藤隆（元農林水産大臣）
- 志苫裕（元参議院議員）
- 篠田昭（前新潟市長）：新潟市中央区
- 白川勝彦（元自治大臣、国家公安委員長）：十日町市
- 高鳥修（元衆議院議員、総務庁長官、経済企画庁長官）：糸魚川市（旧・西頸城郡能生町）
- 高鳥修一（前衆議院議員、高鳥修の息子）
- 建部遯吾（元衆議院議員、元貴族院議員・勅選議員）：新潟市（旧・中蒲原郡横越村）
- 田中角栄（元内閣総理大臣）：柏崎市（旧・刈羽郡西山町）
- 田中真紀子（元科学技術庁長官、外務大臣、出生地は東京都）
- 塚田一郎（前衆議院議員、元参議院議員塚田十一郎の子息)  ：新潟市
- 塚田十一郎（元郵政大臣、自治庁長官、行政管理庁長官、元新潟県知事）：上越市
- 塚田徹（元代議士、塚田十一郎の子息）
- 筒井信隆（元衆議院議員）：上越市（旧・中頸城郡三和村）
- 長島忠美（元衆議院議員、元・山古志村村長）：長岡市（旧・古志郡山古志村）
- 中原八一（新潟市長、元参議院議員）：新潟市西区(旧西蒲原郡内野町)
- 西村智奈美（衆議院議員）：燕市（旧・西蒲原郡吉田町）
- 長谷川信（元参議院議員、元法務大臣）：長岡市
- 長谷川道郎（元参議院議員）：長岡市
- 花角英世（新潟県知事）：佐渡市
- 平山征夫（元新潟県知事）：柏崎市
- 藤田憲彦（元衆議院議員）：上越市（旧・中頸城郡柿崎町）
- 藤縄清治（元新潟県議会議長、元大潟町長））：上越市（旧・中頸城郡大潟町）
- 星野行男（元衆議院議員）：小千谷市
- 堀江正夫（元参議院議員）
- 真島一男（元参議院議員、元通商産業政務次官）：長岡市
- 三宅正一（元衆議院議員、元衆議院副議長）：長岡市（出生は岐阜県）
- 村山達雄（元大蔵大臣、元厚生大臣）：長岡市
- 森裕子（前参議院議員）：新潟市（旧・新津市）
- 山本悌二郎（元農林大臣）
- 芳沢謙吉（元外務大臣）：上越市
- 吉田六左ェ門（元衆議院議員）：新潟市
- 米田徹（糸魚川市長、元糸魚川市議会議長、元糸魚川市議会議員）：糸魚川市
- 米山隆一（衆議院議員、元新潟県知事）：魚沼市（旧・北魚沼郡湯之谷村）
- 渡辺秀央（元参議院議員、元衆議院議員、郵政大臣、内閣官房副長官）：長岡市（旧・栃尾市）
- 渡邊良夫（元厚生大臣）
- 亘四郎（元衆議院議員、元新潟県知事、元参議院議員）：三条市（旧・南蒲原郡三条町）

### 軍人・自衛官
- 飯田貞固（陸軍中将）
- 石黒忠悳（陸軍軍医総監）：小千谷市
- 五十嵐恵（海軍中佐、美保関事件）：上越市
- 伊藤茂（海軍大佐）
- 岩佐禄郎（陸軍中将）
- 岩淵三次（海軍中将）
- 太田質平（海軍少将）
- 角田覚治（海軍中将、第1航空艦隊司令長官）
- 小林省三郎（海軍中将、鎮海要港部司令官）
- 小柳冨次（海軍中将）
- 佐藤正四郎（海軍少将）
- 杉田庄一（海軍戦闘機搭乗員、日本を代表するエースパイロットの1人）：上越市
- 鈴木荘六（陸軍大将、参謀総長）
- 竹垣純信 （海軍機関中佐）
- 建川美次（陸軍中将）
- 豊辺新作（陸軍中将）
- 長嶺喜一（陸軍中将、独立混成第六十二旅団長）：上越市
- 野村貞（海軍少将）
- 星野庄三郎（陸軍中将）
- 星野利元（陸軍中将）
- 本間雅晴（陸軍中将、第14軍司令官）：佐渡市 (旧畑野町)
- 山縣初男（陸軍大佐）
- 山本五十六（元帥海軍大将、連合艦隊司令長官）：長岡市
- 吉見乾海（海軍中将）

### 行政
- 飯利雄彦（警察庁長官官房政策立案総括審議官兼公文書監理官）[1]
- 榎本健太郎（独立行政法人福祉医療機構理事、厚生労働省医政局長兼厚生労働省死因究明等推進本部事務局長）[2]
- 大塚俊二（プロミス会長、国税不服審判所次長、大臣官房専売公社監理官）
- 小幡幹雄（第16代参議院事務総長）：太田村（現長岡市）
- 小和田恆（国際司法裁判所判事、国連大使、外務事務次官、皇后雅子の実父）：新発田市、本籍は村上市
- 神田坤六（内務官僚）：新潟市（旧中蒲原郡横越村）
- 木下康司（日本政策投資銀行会長、財務事務次官）：新潟市
- 武石章（運輸省貨物流通局長）
- 建部仁彦（建設省営繕局長、住宅金融公庫理事）：新潟市（旧中蒲原郡横越村）
- 太刀川浩一（警察庁次長）
- 丹呉泰健（日本たばこ産業会長、財務事務次官、財務省主計局長、大臣官房長、理財局長）
- 外山千也（医師、厚生労働技官、地方公務員、厚生労働省健康局長、南魚沼市副市長）
- 前島密（逓信次官）：上越市
- 矢代隆義（警視総監）
- 柳孝（文部科学事務次官）：上越市（旧中頸城郡柿崎町）

### 政治運動家
- 北一輝
- 中村十作（沖縄宮古島における人頭税廃止運動の立役者、上越市板倉区出身）

## 文化人

### 学者・教育者
- 青柳卓雄（電気工学、パルスオキシメーター発明者～受賞など；科学技術長官賞、紫綬褒章、（国際的）IEEE賞、内閣総理大臣賞、他～長岡市出身～長岡高等学校～新潟大学工学部電気工学科卒業）
- 五十嵐一（イスラーム学）：新潟市
- 池上裕子（歴史学）：佐渡市
- 五十田博（建築学）
- 石塚三郎（歯科医学）：阿賀野市（旧・北蒲原郡安田町）
- 市島謙吉（政治学、東京専門学校創設に参画）：阿賀野市
- 伊藤誠哉（植物病理学）
- 井上円了（仏教哲学）：長岡市（旧・三島郡越路町）
- 猪口孝（政治学）：新潟市
- 大井邦雄（英文学・早稲田大学名誉教授）：長岡市
- 大場建治（英文学）
- 小川陽一（中国古典文学）
- 小熊虎之助（心理学）
- 小黒八七郎（医学）：長岡市（旧・三島郡寺泊町）
- 小柳司気太（中国文学）
- 小野塚喜平次（政治学、東京帝国大学総長）：長岡市
- 小幡章（航空力学者、日本文理大学工学部航空宇宙工学科教授）
- 海部宣男（天文学）：新潟市
- 粕谷祐子（政治学）：佐渡市
- 金子彦二郎（国文学）：新潟市西蒲区（旧西蒲原郡岩室村）
- 神林恒道（美学）
- 北原保雄（国語学）
- 桑嶋功（有機化学）
- 経塚作太郎（国際法学者）
- 小池和男（労働経済学）：新潟市
- 後藤鉄男（素粒子物理学）：新潟市
- 小林達雄（考古学）：長岡市
- 近藤正二（衛生学）：新潟市
- 近藤直子（中国文学）
- 坂口謹一郎（微生物学）：上越市
- 佐藤幸治（憲法学）：新潟市
- 佐藤夏雄（地球科学者）：上越市
- 眞田芳憲（法学者）
- 佐野輝男（ウイロイド学）：見附市
- 司馬凌海（医学、語学）：佐渡市（旧真野町）
- 柴田善雅（経済学）：新潟市
- 杉捷夫（フランス文学）
- 鈴木厚人（素粒子物理学）：新潟市
- 鈴木虎雄（中国文学）
- 曽我朋義（分析化学、生命科学）：佐渡市（旧金井町）
- 曽我量深（真宗教学、大谷大学学長）：新潟市（旧西蒲原郡味方村）
- 竹内謙二（経済学）
- 高桑栄松（医学）
- 武田隆二（会計学）
- 建部遯吾（社会学、東京帝国大学社会学講座開設初代担当教授）：新潟市（旧・中蒲原郡横越村）
- 立岩真也（社会学）：佐渡市（旧・両津市）
- 田中美知太郎（哲学）：新潟市
- 谷川敏朗（歴史学）：新潟市（旧西蒲原郡白根市）
- 玉泉八州男（英文学）
- 長沼重隆（イギリス文学）：新潟市（旧西蒲原郡中之口村)
- 中矢一義
- 並木頼寿（歴史学）：南魚沼市(旧大和町)
- 鳴海四郎（英文学）
- 根立研介（美術史学）
- 野崎歓（フランス文学）
- 羽鳥徹哉（近代文学）
- 馬場靖雄（社会学）：加茂市
- 原 久一郎（ロシア文学）：阿賀野市（旧・北蒲原郡水原町）
- 早田文藏（植物学）：加茂市（旧・南蒲原郡加茂町）
- 樋浦誠（植物病理学）：西川町
- 平賀壯太（分子生物学）：南魚沼市（旧・南魚沼郡六日町）
- 廣川洋一（哲学者・筑波大学名誉教授）：長岡市
- 平澤興（脳神経解剖学、京都大学総長）：新潟市西蒲区（旧西蒲原郡味方村）
- 藤沢利喜太郎（数学）：佐渡市
- 溝上恵（地震学）：長岡市
- 村山孚（中国文学）
- 諸橋轍次（漢学）：三条市（旧・南蒲原郡下田村）
- 屋井先蔵（科学）：長岡市（旧・古志郡？）
- 吉田修（経営学）：十日町市
- 吉田東伍（歴史地理学）：阿賀野市（旧・北蒲原郡安田町）
- 吉野正三郎（法学）：長岡市
- 渡辺満久（地理学）

### 建築家
- 長野宇平治：上越市
- 川崎清
- 三澤千代治（ミサワホーム創業者）

### 作家・小説家
- 相場英雄：三条市
- 青野季吉（文芸評論家）
- 秋葉千景：長岡市（旧栃尾市）
- 飛鳥部勝則
- 阿刀田高：長岡市
- 綾崎隼（第16回電撃小説大賞選考委員奨励賞受賞）：新潟市
- 新井千裕
- 新井満（第99回芥川賞受賞）：新潟市
- 新沢克海
- 石塚友二（俳人、編集者でもある）
- 上杉那郎
- おかざき登（第4回MF文庫Jライトノベル新人賞審査員特別賞受賞）
- 小川未明：上越市（旧高田市）
- 小田嶽夫（第3回芥川賞受賞）：上越市（旧高田市）
- 梶野悳三：岩船郡村上町（現在の村上市）
- 川端誠（絵本作家）：上越市（旧高田市）
- 神林長平：新潟市
- 貴田正子（ノンフィクション作家）
- 櫛木理宇
- 小林信也：長岡市
- 斎藤惇夫（児童文学作家）：新潟市
- 斎藤美奈子（文芸評論家）：新潟市
- 坂口安吾：新潟市
- 佐藤亜紀
- しなな泰之：三条市
- 涼風涼：新潟市
- 関川夏央：長岡市
- 瀬下耽
- 高田由紀子（第5回児童ペン賞少年小説賞受賞）：佐渡市
- 高野喜久雄
- 瀧澤美恵子
- 竹内真：村上市
- 松岡達英（絵本作家）：長岡市
- 野中柊
- 長谷川海太郎（林不忘、谷譲次、牧逸馬 のペンネームも持つ）：佐渡市（旧・佐渡郡赤泊村）
- 早川阿栗
- 林トモアキ（第5回角川学園小説大賞優秀賞受賞）
- 半藤一利：長岡市（出生地は東京都、近・現代の日本史研究と著作家）
- 平出修
- 藤沢周（第119回芥川賞受賞）：新潟市（旧西蒲原郡内野町）
- 降旗学（小学館ノンフィクション大賞受賞）
- 水島あやめ：南魚沼市（旧南魚沼郡六日町）
- 森山啓
- 山藍紫姫子
- 山岡荘八：魚沼市（旧北魚沼郡小出町）
- 吉川良太郎
- 吉屋信子：新潟市
- 若山三郎
- 鷲尾雨工（第2回直木賞受賞）：（旧西蒲原郡黒埼町←黒鳥村）

### 映画監督
- 相沢美羽：長岡市
- 石井克人
- 李相日
- 小林茂
- 五藤利弘
- 杉田愉
- 東條政利
- 梨本諦嗚
- 橋本一
- 山本迪夫

### 脚本家・演出家
- 河合義隆（演出家）：上越市
- 杉山義法（脚本家）：新発田市
- 野島伸司（脚本家）：柏崎市
- 山崎忠昭（脚本家）
- 山本優（脚本家）
- 眞島浩一（脚本家）：新潟市

### 画家
- 会田誠：新潟市
- 安宅安五郎：新潟市
- 黒井健：新潟市
- 小林古径：上越市（旧・高田市）
- 佐藤哲三：長岡市
- 土田麦僊：佐渡市（旧・佐渡郡新穂村）
- 蕗谷虹児：新発田市
- 横山操：燕市（旧・西蒲原郡吉田町）

### 漫画家
- 赤坂アカ：佐渡市
- 旭凛太郎：新潟市
- 芦谷あばよ：魚沼市
- あだちつよし：上越市（旧直江津）
- 安土じょう：五泉市
- 有沢遼：新潟市
- 五十嵐かおる：糸魚川市
- 石田和明
- 氏賀Y太
- 牛木義隆：上越市
- 宇田学：五泉市（旧・中蒲原郡村松町）
- うたたねひろゆき：長岡市
- 梅澤麻里奈
- えんどコイチ：新潟市（旧・白根市）
- 大井知美：長岡市
- 大滝よしえもん
- 岡村賢二：新潟市
- 小川悦司
- 小畑健：新潟市
- 舵英里
- 片山愁：上越市
- 叶精作：新潟市
- 河合一慶
- 木葉功一
- 樹原ちさと
- 鬼魔あづさ
- 久織ちまき
- 工藤郁弥：小千谷市
- 熊倉裕一
- くまき絵里：上越市
- 桑田乃梨子：長岡市
- こいしさとし：新潟市
- 古泉智浩：新潟市（旧・中蒲原郡亀田町）
- こしのりょう：三条市
- 小林裕和
- 小林まこと：新潟市
- 小山春夫
- 近藤ようこ：新潟市
- 紺野キタ
- 斉藤富士夫：新潟市（旧・白根市）
- 里見桂
- 佐野タカシ
- SABE：長岡市
- しげの秀一：十日町市（旧・東頸城郡松之山町）
- 信濃川日出雄
- 新沢基栄：柏崎市
- 高瀬綾
- 高野文子：新潟市（旧・新津市）
- 高橋亮子：西蒲原郡（現・新潟市および燕市）
- 高橋留美子：新潟市
- 高橋ゆたか
- たかもちげん：三島郡出雲崎町
- 竹林月
- 谷和也
- 田巻久雄
- 佃煮のりお
- 寺田ヒロオ：新潟市（旧・西蒲原郡巻町）
- 堂上まさ志：佐渡市
- 夏海ケイ：五泉市
- 魚喃キリコ：燕市（旧・西蒲原郡吉田町）
- 猫山宮緒：新潟市
- 花見沢Q太郎：阿賀野市（旧・北蒲原郡笹神村）
- 林ひさお
- 春田なな：上越市（旧・中頸城郡柿崎町）
- 聖悠紀：新発田市
- 藤島じゅん：三条市
- 藤田和子：長岡市
- ほんまりう
- まことじ
- 松本剛：長岡市
- 魔夜峰央：新潟市
- 丸美甘
- 水島新司：新潟市
- 水無月真
- みなづき由宇：村上市
- 水森暦
- 宮園いづみ
- みよしふるまち
- むろなが供未
- 八神ひろき：柏崎市
- 安田弘之：新潟市（旧・西蒲原郡巻町）
- 柳沢きみお：五泉市
- 山田芳裕：新潟市
- 大和正樹：南魚沼郡（現・南魚沼市）
- 山本航暉
- やまもとかずや：糸魚川市
- RAN
- わかつきめぐみ：新潟市
- 渡辺みちお：佐渡市
- 渡辺祥智
- 和月伸宏：長岡市（旧・三島郡越路町）

### イラストレーター
- 岩崎考司
- 岩崎美奈子
- 牛木義隆：上越市
- 遠藤ケイ：三条市
- 東京Aリス：柏崎市
- とりしも
- 韮沢靖：長岡市（旧・栃尾市）
- 松竜
- 宮坂みゆ

### アニメーション関係者
- 青山充（アニメーター）
- 近藤喜文（アニメ監督）：五泉市
- 坂井久太（アニメーター、キャラクターデザイナー）
- 月岡貞夫（アニメ作家）：新潟市
- 鶴巻和哉（アニメ監督）：五泉市
- 長井龍雪（アニメ演出家・監督）
- 中澤一登（アニメーター、キャラクターデザイナー）
- 難波日登志（アニメ演出家・監督）
- 藤田しげる（アニメーター、キャラクターデザイナー）：長岡市
- 村田耕一（アニメーター）
- 山賀博之（アニメ監督、GAINAX代表取締役社長）：新潟市
- 山口康男（アニメ演出家・監督）
- 鷲尾直広（メカニックデザイナー）
- 渡辺はじめ（アニメーター、キャラクターデザイナー）
- 渡邊義弘（アニメーター、キャラクターデザイナー）

### 工芸家
- 宮田亮平（金属工芸家、東京藝術大学九代目学長）：佐渡市

### 写真家
- 天野尚（アクアデザインアマノの創業者で、実業家、元競輪選手）：新潟市（旧・西蒲原郡巻町）
- 石塚三郎：阿賀野市（旧・北蒲原郡安田町）
- 牛腸茂雄：加茂市
- 沼澤茂美：村上市（旧・岩船郡神林村）
- 渡辺義雄：三条市

### 俳人・詩人・歌人
- 会津八一：新潟市
- 江間章子：上越市
- 大関松三郎：長岡市（旧・古志郡黒条村）
- 相馬御風：糸魚川市
- 西脇順三郎：小千谷市
- 中山礼治：小千谷市
- 宮柊二：魚沼市（旧・北魚沼郡堀之内町）
- 矢沢宰：見附市（出生地は中華民国江蘇省海州）

### 作詞家・作曲家
- 岩里祐穂（作詞家、エッセイスト）：新潟市
- 江村夏樹（ピアニスト）
- 遠藤実（作曲家）：新潟市（出生地は東京都）
- 四月朔日義昭（作曲・編曲家・ギタリスト）：糸魚川市（出生地は富山県）
- 倉若晴生（作曲家）：糸魚川市
- samfree（作曲・編曲家・ボカロP）：新潟市
- たかたかし（作詞家）：新発田市
- 田中賢（作曲家）：長岡市
- 中村千栄子（作詞家）
- ヒラサワンダ（作曲家）：長岡市
- 深海善次（作曲家）
- ats-（作曲・編曲家）：長岡市

### その他の文化人
- 阿部幸男（経営評論家）：五泉市
- 五十嵐毅（麻雀プロ）：新潟市
- 一条もんこ（スパイス料理研究家）：見附市
- 宇留間和基（ジャーナリスト、初代朝日新聞出版社長）：佐渡市（旧・相川町）
- 枝並千花（ヴァイオリン奏者）
- 遠藤諭（ライター）：長岡市
- 奥村愛（ヴァイオリン奏者）：新潟市
- 小野塚秋良（ファッションデザイナー）
- 金子正輝（麻雀プロ）：長岡市
- 亀倉雄策（グラフィックデザイナー）：燕市（旧・西蒲原郡吉田町）
- 川島蓉子（ifs未来研究所所長、ジャーナリスト）：新潟市
- 小林ハル（最後の越後瞽女）：三条市
- 近藤正和（将棋棋士）：柏崎市
- 坂詰真二（スポーツトレーナー）：上越市
- たかの友梨（美容研究家）：南魚沼郡湯沢町
- 高橋尚子（古楽器演奏家）
- 滝沢和典（日本プロ麻雀連盟所属のプロ雀士）：長岡市
- 瀧澤雅樹（オセロ選手）
- 田中信昭（指揮者）
- 内藤民治（編集者、ジャーナリスト）
- 中田薫（フリーライター）
- 二代目引田天功（奇術師）：妙高市（旧・新井市）
- 菱沼良樹（ファッションデザイナー）
- 広川サツ（日本最高齢ディスクジョッキー）：新潟市（旧・豊栄市）
- 藤石修（カメラマン）
- 増井修（音楽評論家・元『ロッキング・オン』編集長）：柏崎市（旧西山町）
- 三浦展（マーケティングプランナー）：上越市
- 渡部翔子（映像プロデューサー）：長岡市

## 芸能人

### 俳優・女優
- 井口成人：南魚沼市（芸能リポーター）
- 伊藤俊人：新潟市
- 稲野和子：新潟市（文学座の女優）
- 遠藤好
- 大高洋夫：長岡市
- 大滝秀治：上越市
- 小山田サユリ：西蒲原郡巻町
- 川口敦子
- 2代目喜多村緑郎（俳優）
- 霧島れいか:新潟市
- 越乃リュウ（元宝塚歌劇団月組男役）
- 近衛十四郎（松方弘樹、目黒祐樹の実父）：長岡市
- 酒井ほのか
- 笹川功二：五泉市
- 佐々木剛：新発田市
- 佐藤栞菜
- 佐藤佑介：上越市
- 佐渡稔：佐渡市（旧・佐渡郡相川町）
- 菅原りこ：聖籠町（NGT48元メンバー）
- 相馬杏奈
- 高崎翔太：聖籠町
- 高沢順子：新発田市
- 高橋克実：三条市
- 高橋幸治：十日町市
- 高山侑子
- 田中涼星
- 円谷優希
- 遠山俊也
- ト字たかお
- 豊岡えりな
- 豊島心桜
- 永井大：糸魚川市（旧・西頸城郡青海町）
- 西村元貴：加茂市
- 2代目英太郎：弥彦村（新派・女形）
- 長谷川慎也
- 花山佳子
- 樋口可南子：加茂市
- 藤井美菜：（出生地はアメリカ合衆国カリフォルニア州サンディエゴ）
- 星野知子：長岡市
- 三上真史：新潟市
- 三国一夫：長岡市（旧・栃尾市）
- 三島雅夫：長岡市（旧・与板町）
- 水野久美：三条市
- 三田村邦彦：新発田市
- 山岸快：（東京都生まれ、新潟市育ち）
- 横尾三郎：上越市
- 吉田友一：（埼玉県出身であるが、出生地は長岡市）
- 鷲尾いさ子：新潟市
- 渡辺謙：魚沼市（旧・北魚沼郡広神村）
- 渡辺京
- 渡洋史
- NorA（映画「LOVEDEATH」で主演デビュー）

### 落語家
- 入船亭扇辰：長岡市
- 桂歌助：十日町市
- 2代目三笑亭夢丸：新発田市
- 2代目三遊亭圓歌：新潟市
- 三遊亭小歌：見附市（旧・北谷村）
- 三遊亭白鳥：上越市
- 春風亭鯉づむ：長岡市
- 瀧川鯉橋：上越市
- 林家こん平：長岡市（旧・刈羽郡小国町←千谷沢村）
- 柳家さん吉：村松町（現五泉市）

### 漫才・お笑い
- おばたのお兄さん 魚沼市
- 金子学（うしろシティ）津南町
- 押見泰憲（犬の心）燕市(旧分水町)
- 山本浩司（タイムマシーン3号）新潟市
- ダンナ小柳（電撃ネットワーク）十日町市
- 西野健一（MANZAI-C）十日町市
- 鈴木Q太郎（ハイキングウォーキング）南魚沼市(旧塩沢町)
- 横澤夏子 糸魚川市
- 山口コンボイ ケビンス 岩船郡関川村
- 俵山 峻 スクールゾーン 上越市

### シンガーソングライター
- Hánna：新潟市
- SEIKIN：妙高市（旧・中頸城郡妙高高原町）
- 伊藤敏博：糸魚川市（旧・西頸城郡青海町）
- いまなりあきよし：長岡市（旧・栃尾市）
- Emi：魚沼市
- 川上真樹：三条市
- 笹川美和：新発田市（旧・北蒲原郡紫雲寺町）
- 高岡奈央：五泉市（旧・中蒲原郡村松町）
- 五十嵐みずも：新発田市
- 高野千恵：十日町市
- 富所正一：見附市
- 齊藤ジョニー：上越市
- 星野裕矢：魚沼市

### ミュージシャン
- 飯塚昌明（GRANRODEO）：十日町市
- 石崎光：（音楽プロデューサー）：新潟市
- 大野敬正（三味線）：新潟市
- 大桃俊樹（ベーシスト）
- 大山聡一（BRADIO）：五泉市
- カンケ（kanke）：柏崎市
- coba：新潟市
- 酒井亮輔（BRADIO）：五泉市
- 佐藤あつし（HΛL）：長岡市
- スネオヘアー：長岡市
- 関口和之（サザンオールスターズ）：阿賀野市（旧・北蒲原郡水原町）
- TOKU（歌手、フリューゲルホルン奏者）：三条市
- TOC（Hilcrhyme）
- 長沢ヒロ（ベーシスト）
- 難波章浩（Hi-STANDARD）（TYUNK）：新潟市
- HIKAKIN（ヒューマンビートボクサー、YouTuber）：妙高市
- 藤田勉（PERSONZ）：新潟市
- 三原綱木（ジャッキー吉川とブルーコメッツ）：阿賀町（旧・東蒲原郡三川村）
- 渡辺格（ギタリスト）
- 渡邉貢（PERSONZ）：新潟市
- Yvng Patra （ラッパー）

### バンド/音楽グループ
- A crowd of rebellion：新潟市
- My Hair is Bad：上越市
- Lastier：新潟市・長岡市
- L'luvia：
- 毒殺テロリスト：新潟市・長岡市

### グループデュオ
- ひなた：長岡市
- DOUBLE：新潟市
- 平川地一丁目：（生まれは静岡県だが、現在は佐渡市に在住）
- Hilcrhyme（ヒルクライム）：新潟市
- DJ松永（Creepy Nuts）：長岡市
- Your Friends:新潟市

### 歌手
- 石田燿子：新潟市
- 上杉香緒里：燕市（旧・西蒲原郡吉田町）
- 歌川二三子：新潟市
- 桑原奈々（7bitzVo.の奈々）：柏崎市
- 小唄勝太郎：新潟市
- 小林幸子：新潟市
- 三波春夫：長岡市（旧・三島郡越路町）
- 三船浩：妙高市（旧・新井市）
- 村上幸子：村上市（旧・岩船郡荒川町）
- 中澤卓也：長岡市
- 葉月みなみ
- 羽鳥新ノ介：新潟市
- 夕渚愛：柏崎市

### アイドル
- Negicco（ローカルアイドルグループ） - 2018年に結成15周年を迎え、「ご当地アイドルの先駆者」としても知られる[3]
- 有村こはる
- イトー・ムセンシティ部（BiS）
- NGT48
  - 藤崎未夢：新潟市
- NGT48元メンバー
  - 大滝友梨亜：新潟市
  - 加藤美南：新潟市
  - 菅原りこ：聖籠町
  - 中村歩加：新潟市
  - 長谷川玲奈：胎内市
- 小川麻琴（元モーニング娘。）：柏崎市
- 奥村優希（ラストアイドル 2期生アンダー）
- 神谷さやか
- 久住小春（元モーニング娘。）：長岡市（旧・三島郡和島村）
- 斉藤瞳（元メロン記念日）：新潟市（旧・西蒲原郡月潟村）
- 坂ノ上朝美
- 坂道シリーズ
  - 元欅坂46（現・櫻坂46）
    - 志田愛佳：見附市

  - 元日向坂46
    - 井口眞緒：新潟市東区
- 橘花凛
- 美少女クラブ31
  - 渋谷飛鳥：新潟市（旧・豊栄市）
  - 原幹恵：出生は北海道東川町
- 望月美寿々
- RYUTist（ローカルアイドルグループ）
- 柚木しおり

### タレント
- 相沢まき：新潟市
- 相沢美羽
- 生田晴香
- 井口成人：南魚沼市（旧 南魚沼郡大和町）
- 青空はるお：三条市
- 大桃美代子：魚沼市（旧 北魚沼郡湯之谷村）
- 海津雪乃
- 京本有加/緑川狂平（元中野風女シスターズ /風男塾）：長岡市
- 胡桃沢ひろこ
- 清水恵理
- すぎはら美里
- 船見啓子（元カネボウキャンペーンガール）：三条市（旧・南蒲原郡下田村）
- 松原桃太郎（元CHA-CHA）：新潟市
- 宮前真樹（元CoCo）：（東京都出身であるが、出生地は十日町市）
- YUI（品田ゆい）：柏崎市

### モデル
- 飯田花歩
- 池上紗理依
- 石田美奈子
- 神田咲実
- 小泉深雪
- 佐藤栞里
- 高木希
- 高橋由真
- 田辺岬
- 富田晶子
- 西山茉希：長岡市
- 馬場ふみか
- 氷浦紫
- 日向葵
- 森下まゆみ
- 山田愛奈
- 渡辺奈緒美

### 声優
- 赤澤涼太
- 稲垣好
- 遠藤武
- 笠原留美：糸魚川市
- 栗原みきこ：新潟市（旧・西蒲原郡西川町）
- 小林桂子
- 阪口大助：柏崎市
- 笹川亜矢奈
- 佐藤日向（産まれは山形県。また、神奈川県と記載される場合もある。）
- 島田敏：新潟市[4]
- 杉崎亮
- 鈴木清信
- 鈴村健一（プロフィールでは大阪府出身だが、生まれは新潟県。）
- 佐藤祐四
- 沢海陽子
- 高木友梨香
- 高橋まゆこ
- 津田延代
- 鳥部万里子
- 生天目仁美：（神奈川県出身であるが、出生地は佐渡市）
- 野沢由香里
- 長谷川明子
- 長谷川玲奈：胎内市（NGT48元メンバー）
- 平川大輔：新潟市
- 広橋涼
- 堀井真吾
- 間嶋里美（現在は引退）：糸魚川市
- 幹本雄之
- 峰岸由香里
- 宮原颯希：上越市
- 宮本克哉
- 森嶋秀太
- 矢島晶子：柏崎市[5]
- 柳原かなこ
- 山岸快：新潟市
- 横尾三郎：上越市
- よこざわけい子：新潟市
- 吉田聖子
- 吉元里謹
- Lynn

### アダルトタレント
- 朝倉まりあ
- 板垣あずさ
- 稲森しほり
- 今井ひろの
- 内田真由
- 小沢菜穂：長岡市
- 乙井なずな
- 佐伯奈々
- 西宮このみ
- 岬リサ
- みひろ：柏崎市
- 夕樹舞子
- 澄悠里（ゆーりまん）
- 若菜瀬奈：小千谷市

## スポーツ選手

### 大相撲
- 羽黒山政司（第36代横綱）：新潟市（旧・西蒲原郡中之口村）
- （初代）豊山勝男（元・大関、元・日本相撲協会理事長）：新発田市
- （2代）豊山広光（元・小結）：新発田市（旧・北蒲原郡加治川村）
- （3代）豊山亮太（元・前頭筆頭）：新潟市北区（旧・豊栄市）
- 黒姫山秀男（元・関脇）：糸魚川市（旧・西頸城郡青海町）
- 太寿山忠明（元・関脇、現・花籠親方）：新潟市（旧・新津市）
- 大錦充周（元・小結）：佐渡市（旧・佐渡郡羽茂町）
- 大豊昌央（元・小結）：魚沼市（旧・北魚沼郡堀之内町）
- 霜鳥典雄（元・小結）：妙高市（旧・新井市）
- 朝乃若樹（元・十両）：佐渡市

### 柔道
- 猪又秀和：新潟市
- 野瀬清喜（ロサンゼルス五輪銅メダリスト）：北蒲原郡京ヶ瀬村（現：阿賀野市）

### サッカー
- 相澤貴志（元徳島ヴォルティス）：新潟市
- 秋山隆之（元名古屋グランパスエイト）：三条市
- 阿部航斗（ジュビロ磐田）：新潟市
- 有田光希（ラインメール青森FC）：新潟市
- 飯野七聖（ヴィッセル神戸）：上越市
- 池田誠（元アルビレックス新潟）
- 石川慧（ヴァンフォーレ甲府）：新潟市
- 奥山達之 (元アルビレックス新潟）
- 大桃海斗（横河武蔵野FC）：三条市
- 笠原淳（レイラック滋賀FC）：新潟市西区
- 梶山幹太（ヴェロスクロノス都農）：新潟市
- 川口尚紀（ジュビロ磐田）：長岡市
- 川口信男（元FC東京）：三条市（出生地は加茂市）
- 神田勝夫（元アルビレックス新潟）：新潟市
- 小塚和季（清水エスパルス）：見附市
- 古俣健次（元アルビレックス新潟）：新潟市
- 小林心（ベガルタ仙台）
- 齋藤恭志（元グランセナ新潟FC）：新潟市
- 酒井高徳（ヴィッセル神戸）：三条市
- 酒井高聖（元FVイラーティッセン（英語版））：三条市
- 酒井宣福（サガン鳥栖）：三条市
- 佐藤喜生（栃木シティFC）：新潟市
- 清野智秋（元康宏晨曦）：阿賀野市（旧・北蒲原郡水原町）
- 関口正大（V・ファーレン長崎）：新潟市
- 田中亜土夢（FCコーテーペー）：新潟市
- 弦巻健人（元アユタヤFC）
- 長谷川巧（ブラウブリッツ秋田）：新潟市
- 長谷部彩翔（元FCガンジュ岩手）：新潟市
- 早川史哉（アルビレックス新潟）：新潟市
- 藤田和輝（アルビレックス新潟）：新潟市
- 本間勲（元アルビレックス新潟）：胎内市（旧・北蒲原郡中条町）
- 本間至恩（浦和レッズ）：村上市
- 中村亮太朗（モンテディオ山形）：新潟市
- 野本安啓（元ブラウブリッツ秋田）：新潟市
- 丸山壮大（ガイナーレ鳥取）
- 谷内田哲平（RB大宮アルディージャ）：長岡市
- 柳雄太郎（カマタマーレ讃岐）
- 山崎亮平（元栃木シティFC）：南魚沼市（旧・南魚沼郡大和町）（幼時に千葉県へ転居）
- 吉田正樹（元東京23FC）：新潟市（旧・中蒲原郡横越町）
- 吉田晴稀（EDO ALL UNITED）：南魚沼市
- 渡邉新太（水戸ホーリーホック）：新潟市
- 渡邊泰基（横浜F・マリノス）：新潟市
- 渡辺泰広（元ヴェルスパ大分）：新潟市

### フットサル
- 佐藤亮（元シュライカー大阪・元フットサル日本代表）：長岡市
- 齋藤日向（シュライカー大阪）：長岡市

### ビーチサッカー
- 亀崎鮎太（2007 FIFAビーチサッカーワールドカップ日本代表）

### ラグビー
- 北島忠治（明治大学元ラグビー部監督、95歳で死去するまで現役）：上越市（旧・安塚町）
- 高橋銀太郎（クボタスピアーズ所属）
- 小林訓也（NTTコミュニケーションズシャイニングアークス所属）
- 田中光（NECグリーンロケッツ所属）
- 天坂裕也（クボタスピアーズ所属）：新発田市
- 八藤後裕太（NTTコミュニケーションズシャイニングアークス所属）
- 小林正旗（NTTドコモレッドハリケーンズ所属）
- 早川直樹（ヤマハ発動機ジュビロ所属）
- 南宗成（マツダブルーズーマーズ所属）
- 落合知之（神戸製鋼コベルコスティーラーズ所属）：五泉市
- 稲垣啓太（ラグビー日本代表、パナソニックワイルドナイツ所属）：新潟市秋葉区
- 原わか花（7人制ラグビー女子日本代表、東京山九フェニックス所属）：新潟市秋葉区
- 間藤郁也（清水建設ブルーシャークス所属）：新発田市
- 井越慎介（日野レッドドルフィンズ所属）
- 畠澤諭（静岡ブルーレヴズ所属）
- 細木康太郎（東京サントリーサンゴリアス所属）
- 佐藤康（リコーブラックラムズ東京所属）：新潟市
- 高橋夏未（7人制ラグビー女子日本代表、日本体育大学ラグビー部女子所属）
- 矢崎由高（早稲田大学ラグビー蹴球部所属）

### バレーボール
- 川合俊一（日本バレーボール協会会長）：糸魚川市（旧・西頸城郡青海町）
- 近裕崇：岩船郡関川村
- 清水雅之：燕市（旧・西蒲原郡吉田町）

### バスケットボール
- 池田雄一 - プロバスケットボール選手（新潟アルビレックスBB所属）：吉田町（現燕市）
- 小菅直人 - プロバスケットボール選手（琉球ゴールデンキングス所属）：柏崎市
- 齋藤崇人 - プロバスケットボール選手（新潟アルビレックスBB所属）：新潟市
- 佐藤公威 - プロバスケットボール選手（新潟アルビレックスBB所属）：長岡市
- 五十嵐圭 - プロバスケットボール選手（新潟アルビレックスBB所属）：上越市
- 富樫勇樹 - プロバスケットボール選手（千葉ジェッツ所属）：新発田市
- 遠藤善 - プロバスケットボール選手（茨城ロボッツ所属） ：田上町
- 今村佳太 -プロバスケットボール選手（名古屋ダイヤモンドドルフィンズ所属）：長岡市
- 石井峻平 -プロバスケットボール選手（バンビシャス奈良所属）：長岡市

- 倉石平
- 勝又穣次
- 本間愛美
- 陸川章
- 三田七南

### 陸上競技
- 宇佐美彰朗（マラソン）
- 服部弾馬（マラソン、長距離走）：十日町市
- 服部勇馬（マラソン、長距離走）：十日町市
- 樋口政幸（車いす陸上競技）
- 渡辺なつみ（400メートル）
- 岸本大紀（長距離）
- 山本唯翔（長距離）
- 横田俊吾 (マラソン) :五泉市

### ゴルフ
- 金井清一：上越市（旧・東頸城郡牧村）
- 若林舞衣子：加茂市
- 高橋彩華：新潟市

### プロレス
- キラー・カーン（引退後はタレント業の傍ら、東京都内で飲食店を経営していた）：燕市（旧・西蒲原郡吉田町）
- SANADA（新日本プロレス所属）：新潟市
- サンダー杉山：糸魚川市
- シマ重野（新潟プロレス所属）：新潟市
- ジャイアント馬場：三条市
- シャドウWX（元大日本プロレス所属）：十日町市
- 高橋冬樹（引退、最終所属ZERO1）：加茂市
- 高橋裕二郎（新日本プロレス所属）：新潟市
- 安沢たく（KAIENTAI-DOJO所属）：刈羽村
- 鶴巻伸洋：新潟市秋葉区（旧・新津市）
- 保坂秀樹：糸魚川市
- 松山勘十郎（大衆プロレス松山座所属）：田上町
- 安沢明也（引退、最終所属新日本プロレス）：刈羽村
- 里村明衣子（センダイガールズプロレスリング所属）：新潟市（旧・西蒲原郡黒埼町）
- 長浜浩江（プロレスリングWAVE所属）：新潟市
- 服部健太（シアタープロレス花鳥風月）：加茂市、元新潟プロレス
- 星野唯月（スターダム所属）：新潟市
- 松屋うの（アイスリボン所属）：新潟市
- 南ゆうき（マリーゴールド所属）

### ボクシング
- 金子繁治：燕市
- 佐々木忠広：新潟市
- 橘ジョージ:上越市
- 田村亮一：新潟市
- 中島吉謙：新潟市
- 仁多見史隆
- 松本晋太郎：新潟市
- 西田光：新潟市
- 高橋竜平：加茂市
- 上田龍：新潟市
- 本多航大：新潟市

### 格闘技
- 近藤有己（パンクラス）：長岡市
- 志田清之（空手家）：三条市
- 高野万優（空手家）：長岡市
- 鶴巻伸洋（総合格闘技）：新潟市秋葉区
- 白虎 （キックボクシング）
- 本間聡（総合格闘技）：新潟市
- 安川賢（キックボクシング）：燕市

### 野球
- 青島健太（元ヤクルト、セガサミー硬式野球部監督、スポーツキャスター、参議院議員）：新潟市中央区
- 阿部拳斗（元新潟アルビレックスBC）：南魚沼市
- 荒井颯太（元巨人）：上越市
- 飯塚悟史（元DeNA）：上越市（直江津）
- 池田駿（元巨人-楽天）：三島郡出雲崎町
- 猪俣隆（元阪神-中日、現在米国ですし店店主）：長岡市
- 今井啓介（元広島）：長岡市（旧栃尾市）
- 今井雄太郎（元阪急・オリックス-ダイエー、現タレント）：長岡市
- 漆原大晟（阪神）：燕市
- 笠原祥太郎（中日-DeNA-新潟アルビレックスBC）：新潟市秋葉区（旧新津市）
- 加藤健（元巨人、現巨人二軍バッテリーコーチ）：北蒲原郡聖籠町
- 金子千尋（元オリックス-日本ハム、現日本ハム二軍投手コーチ）：三条市
- 川村一明（元西武-ヤクルト）：五泉市（旧村松町）
- 菊地大稀（巨人）：佐渡市
- 小林幹英（元広島、現広島二軍投手コーチ）：新潟市東区（出生地は広島県）
- 佐藤琢磨（ソフトバンク→ヤクルト）：新潟市
- 荘司康誠（楽天）：新潟市西区
- 鈴木裕太（元ヤクルト）：新潟市西区
- 関桃子（元女子プロ野球）
- 関本四十四（元巨人-太平洋クラブ-大洋）：糸魚川市
- 髙橋洸（元巨人）：新潟市秋葉区（旧新津市）
- 滝澤夏央（西武）：上越市
- 田中晴也（ロッテ）：長岡市
- 知野直人（新潟アルビレックスBC-DeNA）：三条市
- 綱島龍生（元西武）：糸魚川市
- 韮澤雄也（広島）：魚沼市
- 富樫和大（元日本ハム）：村上市
- 星野順治（元ソフトバンク）：燕市（旧西蒲原郡吉田町）（学区の関係で西蒲原郡分水町の中学校に通学、東京都生まれ）
- 本間忠（元ヤクルト）：新潟市秋葉区（旧新津市）
- 松田和久（元広島）：佐渡市
- 三輪悟（元西鉄-広島）：新潟市中央区
- 横山龍之介（元阪神）：新潟市秋葉区（旧小須戸町）
- 吉田篤史（元ロッテ-阪神、オリックス二軍投手コーチ）：新潟市西区
- 渡辺浩司（元日本ハム）：新潟市南区（旧白根市）
- 渡辺貴洋（元新潟アルビレックスBC）：胎内市
- 渡邉雄大（元新潟アルビレックスBC-ソフトバンク-阪神）：三条市

### 体操
- 加藤沢男：五泉市（旧中蒲原郡村松町）
- 中野大輔：新潟市
- 中村多仁子

### 水泳
- 齋藤兼吉（競泳）：佐渡郡高千村（現・佐渡市）
- 中村真衣（競泳）：長岡市
- 矢島秀三（水球）：柏崎市

### スキー
- 清水礼留飛：妙高市
- 皆川賢太郎：南魚沼郡湯沢町
- 恩田祐一：妙高市
- 小野塚彩那：南魚沼市（旧 南魚沼郡塩沢町）
- 星瑞枝：魚沼市（旧：北魚沼郡湯之谷村）

### スノーボード
- 冨田せな：妙高市
- 平野歩夢：村上市
- 平野海祝 ：村上市

### 競馬
- 酒井学（騎手）
- 永野猛蔵(騎手)
- 小林美駒(騎手)
- 向山牧（騎手）
- 村田一誠（調教師・元騎手）
- 高橋優子（調教師）
- 田子冬樹（元調教師）
- 高橋一哉（調教師）

### レスリング
- 風間栄一（レスリング選手、日本レスリング協会会長）
- 原喜彦（レスリング選手、オリンピック代表）

### 競輪選手
- 天野康博：吉田町（現 燕市）
- 阿部康雄
- 加瀬加奈子：長岡市
- 田中麻衣美：新潟市
- 藤原憲征：弥彦村
- 藤原亜衣里：弥彦村
- 諸橋愛：西蒲原郡

### その他のスポーツ
- 石塚正人（ハンドボール選手)
- 内山ミエ（スノーボード選手、チームアルビレックス新潟 所属）：柏崎市
- 小野和子（バドミントン選手、第4回、5回ユーバー杯代表）：新潟市
- 高橋百合子（ウエイトリフティング選手）
- 多田雄幸（ヨットマン、第一回アラウンド・アローン優勝）：長岡市
- 山崎知春（卓球選手）：柏崎市
- 中澤利彦（ダンサー）：新潟市

## マスコミ

### アナウンサー・キャスター
NHK
（現在所属の放送局などは各人物の項目を参照すること）
- 池田伸子：十日町
- 大越健介 - 政治部記者、元ニュース番組キャスター：寺泊町生まれ、新潟市育ち、現在は、テレビ朝日専属（局契約）ニュースキャスター（報道ステーション）。
- 熊倉悟 - 現在はラジオセンターチーフプロデューサー：新潟市
- 小山径：新潟市
- 桜井洋子 - 現在は嘱託職：上越市
- 宮川泰夫 - 嘱託職を経て現在はフリーでラジオ深夜便に出演：柏崎市
- 山崎智彦：南魚沼市

新潟放送
- 石塚かおり：新潟市
- 大杉りさ - ラジオパーソナリティー、元アナウンサー：新潟市秋葉区、旧新津市
- 鍵冨徹 - ラジオパーソナリティー、営業局次長兼ラジオセンター長、元アナウンサー：新潟市
- 高坂元巳 - ラジオパーソナリティー、元アナウンサー：三条市
- 近藤丈靖：新潟市
- 増山由美子 - 現在は編成局次長兼考査広報部長：新潟市秋葉区、旧新津市

新潟総合テレビ
- 齋藤正昴：阿賀野市
- 杉山萌奈：柏崎市
- 棚橋祐太：新潟市
- 真保恵理：新潟市

テレビ新潟放送網
- 大平真理子 - 十日町市生まれ、南魚沼市育ち
- 諸橋碧：上越市、愛知県知多市で育つ

新潟テレビ21
- 村山朋彦 - 現在は営業局営業部：新潟市

東京の民放各社
- 飯塚治 - 文化放送、現在は営業に異動：柏崎市
- 小島秀公 - テレビ東京：新潟市
- 近野宏明 - NNNワシントン支局特派員、日本テレビ報道局記者、元ニュースキャスター：新潟市秋葉区、旧新津市
- 田辺大智 - 日本テレビ：新潟市
- 町田浩徳 - 日本テレビ：佐渡市生まれ、南魚沼市（旧南魚沼郡六日町）育ち。
- 渡辺瑠海 - テレビ朝日アナウンサー：小千谷市

その他の地域
- 小縣裕介 - 朝日放送：長岡市[6]
- 金澤聡 - 仙台放送：十日町市
- 高橋正和 - 秋田朝日放送：胎内市、旧中条町
- 丸山蘭那 - 中部日本放送、現在は広報に異動：燕市、旧西蒲原郡分水町
- 陸田陽子 - 北日本放送、現在は編成部に異動：新潟市
- 渡辺徹 - 広島ホームテレビ、現在は報道部に異動：小千谷市
- 渡邊文嘉 - テレビユー福島：新発田市

フリー・退職者・転職者・物故者
- 浅野薫 - 元長野放送：見附市
- 市野瀬瞳 - フリー、元中京テレビ放送、元新潟総合テレビ：新潟市、出生地は茨城県
- 伊藤麻子（旧姓：早川） - 元新潟放送：妙高市
- 伊藤聡子 - フリー（三桂所属）：糸魚川市
- 伊藤奈穂子 - フリー、元テレビ新潟：新潟市
- 内山知子 - フリー（ボイスワークス・アスクマネージメント所属）、元新潟テレビ21：新潟市
- 大倉修吾 - フリー、元新潟放送、報道記者・ラジオディレクターからラジオパーソナリティー（アナウンサーではない）：五泉市＊物故者
- 大島直子 - 元NHK青森放送局契約キャスター→新潟テレビ21：十日町市
- 木竜亜希子 - 元新潟総合テレビ→元テレビ信州→フリー（元ジョイスタッフ所属）：新潟市
- 栗林さみ - フリー（ホリプロ所属）、元テレビ新潟：新潟市
- 小林麻央 - フリー（セント・フォース所属）：小千谷市（出生地）＊物故者
- 小林麻耶 - フリー（セント・フォース所属→活動休止→生島企画室所属）、元TBS：小千谷市（出生地）
- 近藤麻智子 - フリー（ニチエンプロダクション所属）、元札幌テレビ放送→元新潟総合テレビ：長岡市
- 斉木かおり - 元日本テレビ：新潟市
- 斉藤修 - ホテル勤務、元山形放送→元新潟総合テレビ：新潟市北区、旧豊栄市
- 斎藤洋一郎 - 元NHK、現在はNHK文化センター新潟支社長：新潟市
- 桜井宏 - 元北海道放送：新潟市
- 櫻井よしこ - ジャーナリスト、日本テレビNNNきょうの出来事元キャスター：長岡市、出生地はベトナム
- 佐々木美佳子 - 元チューリップテレビ→元新潟放送ラジオパーソナリティー・アナウンサー：長岡市、旧栃尾市
- さとう一声 - フリー（オフィスケイアールと業務提携）、元テレビ朝日：長岡市
- 島津有理子 - 元NHK：新潟市。
- 新海史子 - 元新潟放送：新潟市
- 新保真徳 - 元新潟放送：上越市、旧中頸城郡大潟町
- 高井正憲 - 社会福祉法人テレビ朝日福祉文化事業団事務局長、社会福祉法人朝日新聞厚生文化事業団理事、サンミュージックとマネジメント契約、元テレビ朝日：見附市
- 高山香織 - 元名古屋テレビ放送→フリー→東日本放送：新潟市
- 高山景子 - フリー（オフィスケイアール所属）、フリー→元新潟総合テレビ→元テレビ愛媛：新発田市
- 竹内靖夫 - フリー、元文化放送：上越市
- 高橋真理 - フリー（元三桂所属）：出身市町村不詳[7]
- 田辺令吉 - 元南日本放送、気象予報士：新潟市
- 田巻直子 - 元新潟放送：妙高市
- 田巻佑規子 - 元長野放送→テレビ新潟：長岡市
- 中田エミリー - フリー（セント・フォース所属）、元新潟総合テレビ：新潟市
- 長谷川慶子 - 元テレビ新潟→元NHK新潟放送局契約キャスター：新潟市
- 林妙 - 元NHK新潟放送局契約キャスター→元テレビ新潟アナウンサー：五泉市
- 平方恭子 - フリー（オリオンズベルト所属）、元福島放送：新発田市
- 広川明美 - 元青森テレビ→元新潟総合テレビ：新潟市
- 星野一弘 - 元新潟放送：長岡市
- 堀恭子 - 元新潟総合テレビ：新潟市
- 堀敏彦 - 元浅井企画所属タレント→テレビ新潟：長岡市
- 本間香 - 元新潟放送：新潟市
- 松井みどり - フリー（シグマ・セブン所属）元フジテレビ：新潟市
- 松永二三男 - フリー（ヤマタネエンタテインメント所属）、元日本テレビ：見附市
- 松村道子 - フリー（有限会社ビープロデュース所属）、元新潟総合テレビ：新潟市
- 水谷悠莉 - フリー、元新潟総合テレビ：上越市
- 村山恵美 - 元新潟放送契約リポーター→元新潟総合テレビ：新潟市
- 村山千代 - フリー（ライムライト所属）、元新潟総合テレビ：長岡市
- 山田かおり - 元新潟放送ラジオパーソナリティー：佐渡市、旧佐渡郡相川町
- 山本かおる - フリー、元新潟テレビ21：西蒲原郡弥彦村
- 柳華織 - 元新潟総合テレビ：十日町市
- 渡邊渚 - 元フジテレビ：阿賀野市

## その他

### 歴史上の人物
- 上杉謙信
- 上杉景勝
- 直江兼続
- 河井継之助
- 小林虎三郎
- 館柳湾
- 堀部武庸（堀部安兵衛）
- 本間精一郎
- 巻菱湖
- 森蘭斎（画家）
- 良寛

### 実業家
- 藍澤彌八（現藍澤證券創業者）
- 愛田武 （愛田観光・ホストクラブ愛グループ代表）：胎内市（旧北蒲原郡中条町）
- 生田秀（アサヒビール支配人）：佐渡市（旧真野町）
- 池田弘（アルビレックス新潟、NSGグループ会長）：新潟市
- 石山賢吉（ダイヤモンド社創業者）：新潟市（旧中蒲原郡白根町）
- 石山洸（エクサウィザーズ社長、Forbes日本の起業家ランキング2位）：新潟市
- 猪俣博（日立メディコ社長、日本医療機器産業連合会副会長）
- 今井藤七（丸井今井創業者）：三条市
- 岩崎寿男（元三菱自動車工業常務、出生地は東京都）
- 内田鐡衛（コロナ創業者）：三条市
- 大石良（サーバーワークス創業者・社長）：新潟市
- 大川博（東映初代社長）：新潟市（旧・西蒲原郡中之口村）
- 大倉喜八郎（大倉財閥設立者）：新発田市
- 加藤清二郎（聚楽創業者）：新潟市（旧中蒲原郡白根町）
- 栗和田榮一（SGホールディングス会長兼社長、日本の富豪ランキング17位)：上越市
- 駒形十吉（新潟総合テレビ社長）：長岡市
- 斎藤英四郎（新日本製鐵名誉会長 経団連6代目会長）：阿賀野市（旧北蒲原郡安田町）
- 佐川清 （佐川急便創業者）：上越市（旧板倉町）
- 佐藤秀哉（テラスカイ創業者・社長）：妙高市
- 捧賢一（コメリ役会長）：三条市
- 佐藤英児（プロデュース創業者）：長岡市
- 佐藤啓介（あみやき亭創業者・会長兼社長、スエヒロレストランシステム会長）：南魚沼市
- 志賀夘助（昆虫商）：十日町市（旧・松之山村）
- 清水信人（元西武ライオンズ球団社長）
- 髙橋和夫（東急社長）：南魚沼市（旧小出町）
- 高橋宏（公立大学法人首都大学東京初代理事長、元日本郵政副社長）：新発田市
- 田中完三（元三菱本社社長、元三菱商事社長・会長）：佐渡市
- 田村廿三郎（イチジク製薬創業者）：新潟市（旧中蒲原郡鷲巻村）
- 堤清六（ニチロ初代会長）：三条市
- 塚田公太（元倉敷紡績社長、元貿易庁長官、元東洋棉花会長）
- 外山脩造（阪神電気鉄道初代社長）：長岡市（旧・栃尾市）
- 中川清兵衛（日本初の国産ビール（現サッポロビール）醸造技師）：長岡市（旧三島郡与板町）
- 長島健祐（バーグハンバーグバーグ社長）：新潟市
- 中野貫一（油田開発）：新潟市
- 中山輝也（キタック創業者・元社長、在新潟モンゴル国名誉領事館名誉領事）：新発田市
- 韮澤潤一郎（たま出版社長）
- 新津恒吉（新津石油創業者）：出雲崎町
- 庭野正之助（元日本鉱業（現JXホールディングス）社長・会長）：十日町市
- 本山英世（元麒麟麦酒（キリンビール）社長・会長）
- 南場智子（ディー・エヌ・エー創業者、女性初の日本プロ野球オーナー会議議長）：新潟市
- 長谷川巳之吉（第一書房創業者）：出雲崎町
- 堀口智顕 （サンフロンティア不動産創業者・代表取締役会長）：佐渡市（旧小木町）
- 増田義一 （実業之日本社創業者）：上越市
- 益田孝 （三井物産創設者）：佐渡市（旧相川町）
- 目黒三策（初代音楽之友社社長）：新潟市（旧・中蒲原郡横越村沢海）
- 森下一喜（ガンホー・オンライン・エンターテイメント社長）：南魚沼市
- 山井太（スノーピーク社長）：三条市
- 山本善政（ハードオフコーポレーション創業者・会長兼社長、日本フランチャイズチェーン協会会長）：胎内市
- 湯澤尚史（雪国まいたけ社長）
- 米山稔（ヨネックス創業者）：長岡市（旧・三島郡越路町）

### 宗教家
- 柏木義円（安中教会牧師）：長岡市
- 高嶋米峰（仏教思想家、東洋大学学長）：上越市
- 庭野日敬（立正佼成会開祖）：十日町市
- 牧口常三郎（創価学会初代会長）：柏崎市
- 松山高吉（神戸教会牧師、讃美歌作者）：糸魚川市

### YouTuber
- HIKAKIN：妙高市
- SEIKIN：妙高市
- Masuo：妙高市
- ゆきりぬ：新潟市

### その他の人物
- 阿部大樹（精神科医）：柏崎市
- 粟津キヨ（教育者）：上越市（旧牧村）
- 歌川秋南（教育者）：新潟市
- 家坂幸三郎（医師）
- 坂詰真二（スポーツトレーナー）：上越市
- 曽我ひとみ：佐渡市
- 富田晶子（フレアバーテンダー）
- 高野孝子（冒険家）
- 富井悠夫（牧師）
- 蓮池薫：柏崎市
- 蓮池祐木子：柏崎市
- 星護（共同テレビジョンドラマディレクター）
- 堀憲郎（歯科医師、日本歯科医師会会長）：長岡市[8]
- 松永タセ：上越市（旧清里村）
- 村山朝偉（日本工芸会正会員、硝子工芸家、手描友禅染色作家）
- 望月力（登山家）
- 奈加あきら（緊縛師）
- 神波憲人（野猿メンバー、服飾デザイナー）：上越市

## 新潟県にゆかりのある人物
- 大杉栄 - 香川県丸亀出身のアナーキスト。幼少年期のほとんどを新発田で過ごす。
- 荻野久作 - 医学博士。愛知県豊橋市出身。1913年、新潟市内の産婦人科に赴任し、新潟医科大学で排卵と月経の周期を解明した功績を称えられ、新潟市名誉市民となる。
- 男谷信友 - 江戸（現東京都）出身。勝小吉の甥（兄の子）、海舟の従兄。
- 勝小吉・海舟父子 - 江戸出身。幕末の旗本・幕臣。祖の男谷銀一が、越後国三島郡長鳥村の貧農出身（銀一の子・男谷平蔵（小吉の父）は上京して旗本となる）。
- 田中耕太郎 - 第2代最高裁判所長官、元国際司法裁判所判事。鹿児島県鹿児島市出身。新潟中学に在学していた。
- 津島亜由子 - 千葉県出身のアナウンサー。幼稚園から小学校までの数年間を新潟で過ごす。
- 堤義明 - 東京都出身の実業家で、西武鉄道グループの元オーナー。母親が阿賀野市出身。
- 鳥越俊太郎 - 福岡県出身のジャーナリスト。毎日新聞社入社後、新潟支局社会部に勤務していたことがある。
- 野坂昭如 - 神奈川県出身の作家。1983年、当時の新潟3区より衆議院議員選挙に出馬（なお、野坂の父親は新潟県副知事をしていたことがある）。
- 本郷みつる - 東京都出身、新潟市育ちのアニメーション監督、演出家。
- 毛利衛 - 北海道出身の宇宙飛行士、科学者、化学者。母・友子が新発田市出身。

### 政治・官僚
- 尾崎行雄 - 神奈川県出身の政治家。ジャーナリストであった青年期に新潟新聞（現新潟日報の前身のひとつ）の主筆となった。
- 蔣介石 - 中華民国総統。旧高田市の大日本帝国陸軍第13師団砲兵第19連隊に1911年まで配属されていた経験がある。
- 寺田吉道 - 2015年[9] から2017年[10] まで副知事を務めた。

### スポーツ
※ カテゴリ:新潟県立海洋高等学校出身の大相撲力士も参照されたし。
- ジョセフ・オツオリ - ケニア出身の長距離陸上選手。山梨学院大学卒業後、新潟市内の重川材木店陸上部に選手兼コーチとして赴任。2006年、全日本実業団駅伝出場の立役者となる。
- フランツ・ファン・バルコム - オランダ出身のサッカー指導者。元ヴェルディ川崎ヘッドコーチ。1994年に新潟県の外国人スポーツ指導者招待事業で来県。現在のアルビレックス新潟の前身となる新潟イレブンSCヘッドコーチに就任し、1995年アルビレオ新潟FC監督、1997年アルビレックス新潟の初代監督を歴任。
- 江川卓 - 元読売ジャイアンツ投手、現野球解説者。父が新潟県東蒲原郡上川村（現・阿賀町）出身[11]。
- 掛布雅之 - 元阪神タイガース所属の野球選手で、現在は野球解説者。プロフィールでは千葉県出身だが、生まれは三条市。
- 稀勢の里寛 - 元大相撲力士（第72代横綱）。茨城県牛久市出身。母親が県内出身。
- 小橋正義 - 元競輪選手、岡山県玉野市出身、現在の選手登録地が当県。
- 反町康治 - 元サッカーU-22日本代表、松本山雅FC監督。日本サッカー協会技術委員長。両親共に県内出身。2001年から2005年のシーズンまでサッカーアルビレックス新潟の監督を務めた。
- 富樫直美 - 元女子プロボクシング世界チャンピオン。父が県内出身。東京都出身。
- 中川諒子 - 女子競輪選手。熊本市出身、選手登録地が当県。
- 平原康多 - 競輪選手。埼玉県出身、中学2年まで過ごしていた。
- 藤森由香 - スノーボードクロス選手。長野県長和町出身。チームアルビレックス新潟所属。
- 星野恒太朗 - 福岡ソフトバンクホークス投手。父は西蒲原郡吉田町（現・燕市）出身で元プロ野球選手の星野順治。
- 松井稼頭央 - 元プロ野球選手。元埼玉西武ライオンズ監督。妻の菊池美緒が新潟県出身。大阪府東大阪市出身。

### 放送
- 阿部哲子 - 元日本テレビアナウンサー。父が新潟県出身。祖父母が新発田市で暮らしていた。
- 荒木美和 - 元NHKアナウンサー。初任地がNHK新潟放送局。自身は東京都新宿区出身。
- 池間昌人 - NHKアナウンサー。初任地が新潟局。自身は沖縄県糸満市出身。
- 石井智也 - NHKアナウンサー。初任地が新潟局。自身は千葉県柏市出身。
- 石井麻由子 - 元NHKアナウンサー。初任地が新潟局。自身は東京都出身。
- 伊原弘将 - NHKアナウンサー。初任地が新潟局。自身は千葉県松戸市出身。
- 上原光紀 - NHKアナウンサー。初任地が新潟局。自身は宮崎県生まれの横浜市育ち。
- 小正裕佳子 - 元NHKアナウンサー。初任地が新潟局。自身は兵庫県宝塚市出身。
- 川野美咲 - 元テレビ新潟放送網アナウンサー。自身は東京都出身。
- 實石あづさ - フリーアナウンサー、元新潟放送アナウンサー。自身は静岡県清水市出身。
- 高井正智 - NHKアナウンサー。自身は東京都出身。父・正憲が見附市出身[12]。
- 高瀬耕造 -  NHKアナウンサー。初任地が新潟局。自身は兵庫県出身。
- 利根川展 - 東京放送（TBSテレビ）プロデューサー。父（利根川裕）が糸魚川市出身。
- 増田卓 - NHKアナウンサー。初任地が新潟局。自身は埼玉県熊谷市出身。
- 森下和哉 - NHKアナウンサー。初任地が新潟局。自身は埼玉県日高市出身。
- 森田茉里恵 - NHKアナウンサー。初任地が新潟局。自身は兵庫県宝塚市出身。
- 山﨑夕貴 - フジテレビアナウンサー。夫のおばたのお兄さんが魚沼市出身。自身は岡山県倉敷市出身。
- 山田大樹 - NHKアナウンサー。初任地が新潟局。自身は名古屋市出身。
- 與芝由三栄 - 元NHKアナウンサー。初任地が新潟局。自身は東京都出身。

### 芸能
俳優・タレント
- いかりや長介 - 東京都墨田区出身の俳優・コメディアン。著書『だめだこりゃ』（2001年、新潮社：ISBN 4101092214）で、祖父が新潟の出身であり、本名の「碇矢」という苗字は新潟が由来ではないかと記している[13]。
- 太田光（爆笑問題） - 埼玉県上福岡市（現在のふじみ野市）出身のお笑いタレント、漫才師。母親が中頸城郡大潟町（現在の上越市大潟区）出身。
- 伊藤蘭 - 東京都出身の女優。曾祖父の広島市長伊藤貞次が岩船郡関川村出身[14]。
  - 趣里 - 伊藤蘭の長女。
- 坂井良多 （鬼越トマホーク） - 長野県千曲市（旧・戸倉町）出身のお笑い芸人。曾祖父が三条市出身。
- 土佐卓也 ・土佐有輝（土佐兄弟） - 東京都中央区日本橋出身のお笑いコンビ。父親が新潟市北区(旧:豊栄市)出身。
- 松方弘樹・目黒祐樹 - 東京都出身の俳優。父親の俳優近衛十四郎は長岡市の出身。
  - 目黒大樹 - 弘樹の長男
  - 仁科克基 - 弘樹の次男。大樹の異母弟。
  - 仁科仁美 - 弘樹の長女。克基の同母妹。
  - 近衛はな - 祐樹の長女。
- 大竹しのぶ - 東京都出身の女優。父方の高祖父が南蒲原郡三林村（現在の見附市）出身。
  - IMALU - しのぶの長女。
- 渡辺大・杏 - 東京都出身の俳優。父親が渡辺謙。
- 三田村瞬・中山麻聖 - 東京都出身の俳優。父親が三田村邦彦。
- 三波豊和 - 東京都出身で、父親が三波春夫。
- 竹脇無我 - 千葉県出身の俳優。父のアナウンサー・竹脇昌作が新潟県出身。
- 水島新太郎 - 東京都出身のタレント。父が水島新司。
- 宝田明 - 朝鮮咸鏡北道出身の俳優。父が村上市出身。
- 星川淳 - 東京都出身の作家、翻訳家。母が柏崎市出身。
- いしだ壱成 - 東京都出身の俳優。上記の星川淳の甥（妹の子）。
- 中村アン - 東京都江東区出身のモデル・タレント。両親が佐渡島出身。
- 髙田万由子 - 東京都出身の女優。高祖父の高田慎蔵が佐渡市出身。
- 永山瑛太 - 新潟県生まれで東京都板橋区育ちの俳優。
  - 永山絢斗 - 永山瑛太の実弟。
- 中越典子 - 佐賀県佐賀市出身の俳優。夫の永井大が新潟県西頸城郡青海町（現：糸魚川市）出身。
- 岸洋佑 - 神奈川県出身の歌手、俳優。母親が新潟出身。新潟在住の祖母の話がよく出ている。 。
- 林家たい平 - 埼玉県秩父市出身の落語家。祖父、師匠が新潟県出身。
- 田辺智加（ぼる塾） - 千葉県市川市出身。父が新潟県出身。

声優・ナレーター
- 小和田貢平 - 東京都出身の声優。親が新潟県出身。
- 笠原弘子 - 東京都出身の声優、歌手。母親が新潟県の出身であり、幼少期に何度も県内に帰省している。
- 川澄綾子 - 東京都出身の声優。母方の祖母が新潟県に在住しており、出演していたアニメ『To Heart』のエンディング曲が、県内放送分のみ本人歌唱のものに変更されていた。
- 坂上みき - 大阪府出身のナレーター。1982年、テレビ新潟にアナウンサーとして入社。
- 諏訪ななか - 埼玉県出身の声優。親が新潟県長岡市出身。

音楽
- 岩崎宏美 - 東京都江東区出身の歌手。祖父が佐渡島出身[15]。
- 岩崎良美 - 東京都江東区出身の歌手（宏美の妹）。祖父が佐渡島出身[15]。
- 岡村靖幸 - 兵庫県神戸市出身のミュージシャン。父親の仕事の関係で全国を転々とし、高校生の頃、新潟市に在住していた。
- 南波一海 - 東京都出身のミュージシャン。父がたかもちげん。
- 細野晴臣 - 東京都出身のミュージシャン。祖父の細野正文が上越市出身。
- 角松敏生 - 東京都出身のミュージシャン。お母上のご実家加茂市で、子供の頃、良く遊びに来ていたとの事。

### 文化・芸術

#### 作家
- 小和田哲男 - 静岡県静岡市出身。作家・静岡大学名誉教授。小和田氏の家系が新潟県。
- 工藤美代子 - 東京都出身。ノンフィクション作家。父の池田恒雄が北魚沼郡小出町（現・魚沼市）出身。
- 倉本聰 - 東京府東京市出身。作家・脚本家。母方のルーツが佐渡島。

漫画家
- 赤塚不二夫 - 満州国出身。父の赤塚藤七が西蒲原郡四ツ合村井随（潟東村を経て現在は新潟市西蒲区潟東地区井随）出身。自身も少年期に過ごす。

絵画
- 梅津諭 - 愛知県一宮市出身の芸術家・イラストレーター。2017年糸魚川市根知地区へ誘致。

## 新潟県出身という設定の架空の人物
- 山田太郎 - 新潟市：水島新司の漫画『ドカベン』の主人公。出生が新潟市で、のちに神奈川県に引っ越す。
- 景浦安武 - 新潟市：水島新司の漫画『あぶさん』の主人公
  - 小林満 - 新潟市：景浦安武の義弟
  - 小林（旧姓：倉田）洋子 - 高田市（現上越市）：小林満の妻
- 五代裕作 - 高橋留美子の漫画『めぞん一刻』の主人公
- 五代ゆかり、他 - 高橋留美子の漫画『めぞん一刻』の登場人物
- 佐伯夏子 - 尾瀬あきらの漫画『夏子の酒』の主人公
- 佐伯康男、他 - 尾瀬あきらの漫画『夏子の酒』の登場人物
- 高野雪絵 - 岡崎英生、上村一夫の漫画『しなの川』のヒロイン
- 朝田竜吉、他 - 岡崎英生、上村一夫の漫画『しなの川』の登場人物
- 古城杏菜 - 春田ななの漫画『スターダスト★ウインク』の主人公
- 永瀬颯、他 - 春田ななの漫画『スターダスト★ウインク』の登場人物
- 山崎銀次郎 - 直江津市（現：上越市）：本宮ひろ志の漫画『硬派銀次郎』の主人公
- 東和馬 - 魚沼地方：橋口たかしの漫画『焼きたて!!ジャぱん』の主人公
- 冬月あずさ - 藤沢とおるの漫画『GTO』のヒロイン
- 彩木正宗 - 小林信也、たなか亜希夫の漫画『クラッシュ!正宗』の主人公
- 虎ノ宮キイチ - 夏海ケイの漫画『王様の耳はオコノミミ』の主人公
- 波戸賢二郎 - 木尾士目の漫画『げんしけん 二代目』の主人公
- 小泉明 - 佐野タカシの漫画『イケてる2人』のヒロイン
- 花比野Q一朗 - 花見沢Q太郎の漫画『まるせい』の主人公
- ひょう六 - 手塚治虫の漫画『おけさのひょう六』の主人公
- 手塚隆介 - コージィ城倉の漫画『砂漠の野球部』のサード
- 佐川和男 - 柳沢きみおの漫画『特命係長 只野仁』の登場人物
- 河井武士 - 車田正美の漫画『リングにかけろ』の登場人物
- 滝本ひふみ - 得能正太郎の漫画『NEW GAME!』の登場人物
- 川島澄子 - 関川夏央、谷口ジローの漫画『事件屋稼業』の登場人物
- 首藤涼 - 長岡市：高河ゆん、南方純の漫画『悪魔のリドル』の登場人物
- 朝日こころ - 水越保、たかはしまもるの漫画『新新宿駅企画課 あるぷすひろば』の登場人物
- 新潟舞 - 堂高しげるの漫画『もえちり!』シリーズの擬人化キャラ
- 佐渡酒造 - 『宇宙戦艦ヤマト』の軍医
- 星菜夏月 - 『アイドル事変』の主人公
- 片桐早苗 - 『アイドルマスター シンデレラガールズ』の登場人物
- 江上椿 - 『アイドルマスター シンデレラガールズ』の登場人物
- 砂塚あきら - 『アイドルマスター シンデレラガールズ』の登場人物
- 柏木翼 - 『アイドルマスター SideM』の登場人物
- 三栖立つばさ - 長岡市：テレビアニメ『ガッチャマン クラウズ インサイト』の登場人物
- 駒子 - 川端康成の小説『雪国』の芸者
- 葉子、他 - 川端康成の小説『雪国』の登場人物
- 田乃内烈 - 亀田町（現：新潟市）：宮尾登美子の小説『藏』の主人公
- 佐野佐穂、他 - 亀田町（現：新潟市）：宮尾登美子の小説『藏』の登場人物
- 白戸則道 - 新潟市：石田衣良の小説『波のうえの魔術師』の主人公
- 古沢秀美 - 小杉健治の小説『二重裁判』の主人公
- 島倉伊之助 - 佐渡：司馬遼太郎の小説『胡蝶の夢』の登場人物
- 漆原睦子、他 - 月潟村（現：新潟市）：内田康夫の小説『漂泊の楽人』の登場人物
- 錦部春美 - 青柳碧人の小説『浜村渚の計算ノート』の登場人物
- 大庭トシエ - 安部公房の戯曲『幽霊はここにいる』の登場人物
- 山村精一 - テレビドラマ『太陽にほえろ!』の山さん
- 磯野しずか - テレビドラマ『王様のレストラン』のシェフ・ド・キュイジーヌ（料理長）
- 羽村隆夫 - テレビドラマ『高校教師』の主人公
- 荻原早紀 - テレビドラマ『曲げられない女』の主人公
- 長部璃子、他 - テレビドラマ『曲げられない女』の登場人物
- 志村倫子 - テレビドラマ『白い影』のヒロイン
- 関本道也 - テレビドラマ『もしも、学校が…!?』の主人公
- 内田晋三 - テレビドラマ『踊る大捜査線』の登場人物、テレビドラマ『警護官 内田晋三』の主人公
- 村越隆正 - テレビドラマ『金曜日の妻たちへ』の登場人物
- 寺内きん、他 - テレビドラマ『寺内貫太郎一家』の登場人物
- 赤木まどか - テレビドラマ『ナースのお仕事』の登場人物
- 堀田匠、他 - テレビドラマ『こころ』の登場人物
- 北野桜 - テレビドラマ『同期のサクラ』の主人公
- 河辺伊津子 - 糸魚川市：映画『夢で逢いましょ』の主人公
- 進藤孝 - 映画『太陽に突っ走れ』の主人公
- 森口昭夫 - 映画『Wの悲劇』の主人公
- 淡路ふみ子 - 映画『ふみ子の海』の主人公
- 淡路チヨ、他 - 映画『ふみ子の海』の登場人物
- 森本千代子、他 - 高千村（現：佐渡市）：映画『飛べ!ダコタ』の登場人物
- 石川優一、他 - 山古志村（現：長岡市）：映画『マリと子犬の物語』の登場人物
- 元木花、他 - 長岡市：映画『この空の花 長岡花火物語』の登場人物
- 赤川千紗 - ゲームアプリ・テレビアニメ『CUE!』の登場人物